# O fată liberă
O fată liberă (în hindi बरेली की बर्फी, transliterat: Bareilly Ki Barfi) este un film de comedie romantică indiană de limbă hindi din 2017, regizată de Ashwiny Iyer Tiwari⁠(d), bazată pe romanul Ingredientele iubirii al lui Nicolas Barreau⁠(d). 

## Rezumat
Bitti Mishra, o fată băiețoasă din Bareilly⁠(d), fuge de acasă după încă o încercare eșuată de căsătorie aranjată. În timp ce așteaptă trenul, cumpără și citește o carte, Bareilly Ki Barfi, și realizează, spre șocul ei, că ea este Barfi, personajul principal omonim. Se întoarce acasă și decide să dea de urma autorului, menționat pe coperta din spate ca "Pritam Vidrohi", fericită și plină de speranță că există cineva care ar putea să o iubească așa cum este ea. Proprietarul librăriei o îndrumă către Chirag Dubey, un tânăr care deține tipografia unde a fost publicată cartea. Acesta o informează că Vidrohi nu mai locuiește în oraș. El este de acord să fie mesagerul lui Bitti, să-i ducă scrisorile lui Vidrohi și să-i aducă înapoi răspunsurile. 
Cu toate acestea, Bitti nu știe că Chirag este autorul original al cărții, pe care a scris-o în urmă cu cinci ani, după ce fosta sa iubită, Babli s-a căsătorit cu altcineva. Vidrohi este numele unui prieten, folosit de Chirag ca pseudonim pentru a-și publica romanul. Întrucât Bitti se crede Barfi, Chirag intenționează să afle dacă ea seamănă într-adevăr cu fosta lui iubită, o coincidență care i-ar putea oferi o a doua șansă în dragoste.
Bitti și Chirag devin prieteni apropiați, dar ea încă tânjește să îl întâlnească pe scriitorul Vidrohi, care i-a trimis răspunsuri la scrisori. Nedorind să renunțe încă la șaradă, el aranjează ca Bitti să îl întâlnească pe adevăratul Vidrohi. Merge la Lucknow și îl aduce înapoi pe prietenul său, Pritam Vidrohi, care părăsise orașul imediat după publicarea romanului. Bitti este inițial șocată de comportamentul de bădăran al lui Vidrohi, pe care și-l imaginase într-o lumină diferită după ce îi citise scrisorile. Curând însă, pare să se atașeze de el, crezând că este neînțeles de societate, la fel ca și ea. Chirag, care plănuise ca Pritam să iasă din scenă după ce a alungat-o pe Bitti, este acum forțat să-l denigreze, astfel încât părinții lui Bitti să nu-l vadă ca pe un pretendent demn de ea. El minte că Pritam a avut o căsnicie eșuată. Acest lucru nu o deranjează deloc pe Bitti, dar sfârșește prin a strica afacerea pentru prietenul lui Bitti, Rama, care ajunsese să îl placă pe Pritam.
Pritam, care l-a plăcut din nou pe Rama, se revoltă acum împotriva manipulatorului Chirag și refuză să pună capăt întregii șarade. În curând, Bitti și Pritam își anunță logodna, ceea ce îl determină pe Chirag să se resemneze cu faptul că își va pierde încă o dată iubirea. În ajunul evenimentului, îi scrie o ultimă scrisoare sinceră lui Bitti folosind pseudonimul său Vidrohi. El îi dă scrisoarea lui Pritam pentru a o citi la ceremonie, dar ajunge să fie nevoit să i-o citească el însuși lui Bitti când Pritam se plânge de durere în gât. Acesta devine punctul de cotitură pentru Bitti, care dezvăluie că știa de ceva timp că Chirag este adevăratul autor și că Pritam a fost de acord să joace teatru pentru ca Bitti să poată afla dacă Chirag este cu adevărat îndrăgostit de ea. În cele din urmă, Chirag și Pritam se căsătoresc cu partenerii aleși, Bitti și, respectiv, Rama, și duc o viață fericită în Bareilly.

## Distribuție
- Ayushmann Khurrana – Chirag Dubey
- Kriti Sanon – Bitti Mishra
- Rajkummar Rao – Pritam Vidrohi
- Pankaj Tripathi – Narottam Mishra, tatăl lui Bitti
- Seema Pahwa – Susheela Mishra, mama lui Bitti
- Rohit Chaudhary – Munna
- Swati Semwal – Rama, prietenul lui Bitti
- Naila Grewal – Babli, fosta iubită a lui Chirag
- Sapna Sand – mama lui Vidrohi